# ابن الراهب
أبو شاكر ابن الراهب (ولد حوالي 1205م – وتوفي حوالي 1295م) هو عالم رياضيات وعالم موسوعي قبطي من العصر الذهبي للأدب المسيحي المكتوب باللغة العربية. وهو شخصية بارزة في اللغويات القبطية وقدم مساهمات مهمة في التأريخ القبطي.

## الكتابات
كتب ابن الراهب عن جميع المواضيع التي يمكن أن يعرف عنها قبطي من عصره: علم الفلك، التسلسل الزمني، التاريخ، فقه اللغة، الفلسفة، اللاهوت والتفاسير. على الرغم من الأعجاب والتقدير لأعماله الأصلية، إلا أنه أكثر قيمة اليوم لقيامه بالإقتباس من مجموعة واسعة جدًا من المصادر، اليونانية الكلاسيكية، الآبوية والأدب الإسلامي. أربعة من أعماله معروفة:
1. كتاب التواريخ هو أشهر أعماله. ويتكون من ثلاث مخطوطات. وهي مقسمة إلى 51 فصلاً. أول 47 مخصصًا للتسلسل الزمني وعلم الفلك، يليه فصل واحد عن كل من تاريخ العالم والتاريخ الإسلامي وتاريخ الكنيسة[ا] والمجالس المسكونية السبعة بالإضافة إلى المجالس اللاحقة التي قبلها الأقباط.[1] يوضح عمله في التسلسل الزمني للبطاركة مهارته الرياضية وهي ذي قيمة كبيرة للمؤرخين. 
كان هذا الكتاب مؤثراً للغاية. وقد استشهد به على نطاق واسع المؤرخ القبطي جيرج المكين، ثم أيضًا إقتبس منه المؤرخين المسلمين المقريزي و‌ابن خلدون، على الرغم من أنه يبدو أنهما كانا يعتمدان على المكين. في أوائل القرن السادس عشر، تمت ترجمته إلى اللغة الجعزية من قِبَل أبا إنبا قوم. وقد كتب سرد تاريخي مبني على الكتاب وسمي «أبو شاكر». في القرن الثالث عشر، ألف كاتب مجهول خلاصة من الفصول التاريخية الثلاثة (الفصول48-49-50). وعرف هذا النص باسم كرونيكون أورينتال، وهو يُنسب خطأً إلى ابن الراهب منذ القرن السابع عشر.
2. في عام 1263، أكمل العمل على كتاب عن اللغة القبطية، بما في ذلك المفردات النحوية والقواعد. ولم يبقى من هذا العمل إلا المقدمة ونحو القواعد فقط، حيث كتب على شاكلة المعاجم العربية، وتفوقت قواعده على الكتب القبطية الأخرى في عصره.
3. كتاب الشفاء، الذي اكتمل في عام 1267-1268، هو عمل كريستولوجي يقوم حصريًا على تفسير الكتاب المقدس. إنه عمل ضخم منظم حول فكرة شجرة الحياة مع ثلاثة جذوع، لكل منها ثلاثة فروع، وكل منها محملة بالفاكهة. يقتبس بشكل مكثف من مصادر كنسية وتفسيرات الكتاب المقدس، ولا سيما تفسيرات ابن الطيب. 
 نسخة مخطوطة من هذا الكتاب محفوظة في المكتبة الوطنية الفرنسية بباريس. يعود تاريخها إلى سنة 984 في التقويم العبري، الذي يتوافق مع سنة 1268 ميلادي. كما توجد نسخة من هذا العمل تعود إلى تاريخ 1398 عبري (1611م) محفوظة في المكتبة البطريركية في القاهرة.
4. كتاب البرهان، الذي اكتمل عام 1270-1271 ، هو عمل من قوانين القانون واللاهوت والأخلاق والفلسفة في 50 فصلاً. وقد أخد ابن الراهب الثيوديسيا، من فخر الدين الرازي. توجد نسخة مؤرخة في 987 عبري (1270م) في المكتبة البطريركية.